# Detouring America
Detouring America é um curta-metragem animado da série Merrie Melodies de 1939, dirigido por Tex Avery.

## Prêmios e indicações
Oscar 1940
1. Melhor curta-metragem de animação (indicado)